# ものぐさ精神分析
『ものぐさ精神分析』（ものぐさせいしんぶんせき）は、岸田秀が最初に著した評論、随筆集。

## 概要
月刊『ユリイカ』に、1年間連載された文章（1975年1月号～12月号）を中心に、23の評論ないしは随筆（訳詞や自作の詩を含む）が「歴史について」「性について」「人間について」「心理学について」「自己について」のテーマ別に編まれている。1977年1月に青土社で刊行。帯文は澁澤龍彦。
1982年6月に、4編の文章を追加し中公文庫（改版1996年1月、増補新版2024年2月）が、なお翌7月に『続 ものぐさ精神分析』（改版1996年1月）を新編刊行。
当時杉並区浜田山に住んでいた岸田は、近所に住む英文学者の由良君美と交流があった。その由良が『ユリイカ』編集長の三浦雅士に「面白いことを言う男がいるから何か書かしてみたら」と勧め、突然連載が決まったという。岸田は後年次のように述べている。
「わたしは自分の考えが世間に発表するに値するとは思ったことはなく、発表しようなんて気は毛頭なかったから、三浦氏にたまたま強いられなかったら、文章を書き、本を出すなんてことは、生涯なかったであろう。まさに人生は偶然が決定する」
本書に大きく影響を受けた人物として、伊丹十三、橋本治、内田春菊、柴田元幸、内田樹、来生たかおらが挙げられる。

## 内容
|    | タイトル                         | 初出                                     |
| -- | -------------------------------- | ---------------------------------------- |
| 1  | 日本近代を精神分析する           | 『現代思想』1975年2月号                  |
| 2  | 吉田松陰と日本近代               | 『現代思想』1976年4月号                  |
| 3  | 国家論                           | 『現代思想』1975年6月号                  |
| 4  | 日常性とスキャンダル             | 『現代思想』1976年6月号                  |
| 5  | 性の倒錯とタブー                 | 『ユリイカ』臨時増刊1971年11月号         |
| 6  | エロスの発達                     | 『現代人の病理4』（誠信書房、1974年3月） |
| 7  | 性欲論                           | 『現代思想』1976年1月号                  |
| 8  | 性的唯幻論                       | 『ユリイカ』1975年7月号                  |
| 9  | 恋愛論                           | 『ユリイカ』1975年11月号                 |
| 10 | 何のために親は子を育てるか       | 『ベビー・エイジ』1974年3月号            |
| 11 | 擬人論の復権                     | 『ユリイカ』1975年1月号                  |
| 12 | 時間と空間の起源                 | 『ユリイカ』1975年9月号                  |
| 13 | 言語の起源                       | 『ユリイカ』1975年10月号                 |
| 14 | 現実と超現実                     | 『ユリイカ』臨時増刊1976年6月号          |
| 15 | 精神分裂病                       | 『現代思想』臨時増刊1975年9月号          |
| 16 | 一人称の心理学                   | 『現代思想』1973年7月号                  |
| 17 | 心理学者の解説はなぜつまらないか | 『ちくま』1973年11月号                   |
| 18 | 心理学無用論                     | 『ユリイカ』1975年8月号                  |
| 19 | ナルチシズム論                   | 『ユリイカ』1974年11月号                 |
| 20 | 自己嫌悪の効用                   | 『ユリイカ』1975年3月号・4月号           |
| 21 | セルフ・イメージの構造           | 『ユリイカ』1975年5月号                  |
| 22 | 詩人のなりそこね                 | 『ユリイカ』1975年6月号                  |
| 23 | わたしの原点                     | 『ユリイカ』1975年12月号                 |
| *  | 自我構造の危機                   | 『世界』1979年6月号                      |
| *  | 我発見被殴打的根本原因           | 『ユリイカ』1978年12月号                 |
| *  | 忙しい人とひまな人               | 『文藝』1980年5月号                      |
| *  | 一期一会                         | 『進ゼミ情報』1980年6月号                |

「*」印の4編は『出がらし ものぐさ精神分析』（青土社、1980年10月）に収録されたものであり、本書中公文庫版に再録された。